# Боэль, Ханна
Ханне Боэль (р. 31 августа 1957, Копенгаген, Дания) — датская певица. В 1980 году окончила Датскую королевскую академию музыки.
В своих песнях Боэль охватывает целый ряд стилей, включая поп, соул, госпел, рок и джаз . В ходе своей карьеры она продала более 2500000 записей, и имела большой успех в скандинавских чартах, хотя её работа менее известна в других странах мира.

## Жизнь
Ханне окончила Королевскую датскую академию музыки в 1980 году, а затем провела год в музыкальном колледже Беркли в Бостоне, штат Массачусетс . В течение пяти лет, после возвращения в Данию, она разделяла свое время между пением с датской фанк-группой BLAST (выступая в качестве солиста) и преподаванием музыки в разных школах и клиниках.
В 1987 году Хана Боэль записала джазовый альбом «Shadow of Love» с Йоргеном Емборгом, Медсенон Вердингом и Алексом Риэлем. В следующем году певица выпустила свой собственный альбом «Black Wolf», в котором были представлены записи в стиле R & B / soul vein. Альбом получил большой успех, выиграв Danish Music Award в номинации «Датская певица года». Альбом Ханне «Dark Passion» выиграл четыре Датских музыкальных наград 1991: «Альбом года», «Певец года», «Хит года» («I Wanna Make Love to You») и Продюсер года (Poul Bruun) .
В течение следующих двух десятилетий Ханне Боэль выпустила 15 альбомов и продолжает пользоваться успехом в Скандинавии . Два её последних альбома обозначают возвращение к джазовому звучанию .

## Дискография

### Альбомы в составе группы BLAST
- 1983: Blast
- 1986: Blast 2
- 2005: Replay

### Сольные альбомы
- 1987: Shadow Of Love

- 1988: Black Wolf
- 1990: Dark Passion
- 1992: My Kindred Spirit
- 1992: Kinda Soul
- 1994: Misty Paradise
- 1995: Best of Hanne Boel
- 1996: Silent Violence
- 1998: Need
- 1999: Strangely Disturbed
- 2000: Boel & Hall
- 2002: Beware of the Dog
- 2004: Abaco
- 2007: Private Eye
- 2008: A New Kinda Soul
- 2010: I Think It’s Going to Rain
- 2011: The Shining of Things
- 2014: Outtakes

| год  | альбом                                         | Самая высокая позиция |
| год  | альбом                                         | Дания                 |
| ---- | ---------------------------------------------- | --------------------- |
| 2002 | Beware of the Dog                              | 1                     |
| 2004 | Abaco                                          | 2                     |
| 2007 | Private Eye                                    | 7                     |
| 2008 | A New Kinda Soul                               | 8                     |
| 2010 | I Think It’s Going to Rain (with Carsten Dahl) | 30                    |
| 2011 | The Shining of Things                          | 24                    |
| 2014 | Outtakes                                       | 18                    |